# Силва, Антониу Мария да
Антониу Мария да Силва (порт. António Maria da Silva; 26 мая 1872, Лиссабон — 14 октября 1950, Лиссабон) — португальский политический и государственный деятель периода Первой Португальской республики, четырежды премьер-министр Португалии с 1920 по 1926 год.

## Биография
Окончил Коимбрский университет по специальности горный инженер.
Член Португальской демократической партии.
В 1916—1917 годах — министр труда. После победы его партии на выборах 8 ноября 1925 г. на него была возложена миссия формирования правительства. Однако он был вынужден уйти в отставку из-за давления президента Мануэля Тейшейры Гомиша, против которого он позже провёл ожесточённую кампанию. Да Силва был последним премьер-министром Первой Португальской республики. Ушёл в отставку после Национальной революции 1926 года в Португалии.
Занимал пост премьер-министра Португалии (26 июня 1920 — 19 июля 1920, 6 февраля 1922 — 15 ноября 1923, 2 июля 1925 — 1 августа 1925, 18 декабря 1925 — 29 мая 1926).